# FA Cup 1913/1914
Čtyřicátý třetí ročník FA Cupu (anglického poháru) se konal od 13. září 1913 do 25. dubna 1914. Celkem turnaj hrálo opět 64 klubů.
Trofej získal poprvé v klubové historii Burnley FC, který ve finále porazil Liverpool FC 1:0.